# Humbert I
Humbert I d'Itàlia o Humbert IV de Savoia (Torí, Regne de Sardenya-Piemont, 14 de març de 1844 - Monza, Regne d'Itàlia, 29 de juliol de 1900) fou un príncep de Sardenya-Piemont que va esdevenir el segon rei de la Itàlia unificada el 1878.

## Família
Va néixer el 1844 al Palau Reial de Torí, capital en aquells moments del Regne de Sardenya-Piemont, sent el segon fill del rei Víctor Manuel II d'Itàlia i de l'arxiduquessa Adelaida d'Àustria. Era net per via paterna del rei Carles Albert I de Sardenya i de l'arxiduquessa Maria Teresa d'Àustria-Toscana i per via materna de l'arxiduc Rainier d'Àustria i de la princesa Elisabet de Savoia-Carignano. Fou germà, així mateix, d'Amadeu de Savoia, que el 1871 fou nomenat rei d'Espanya amb el nom d'Amadeu I d'Espanya i cunyat de Lluís I de Portugal.
El 22 d'abril de 1868 es casà amb la seva cosina la princesa Margarida de Savoia-Gènova, filla del príncep Ferran de Savoia-Gènova i de la princesa Elisabet de Saxònia. La jove princesa era neta del rei Carles Albert I de Sardenya i del rei Joan I de Saxònia. La parella tingué un únic fill SM el rei Víctor Manuel III d'Itàlia nat a Roma el 1870 i mort a Alexandria el 1947. Es casà amb la princesa Helena de Montenegro.

## Joventut

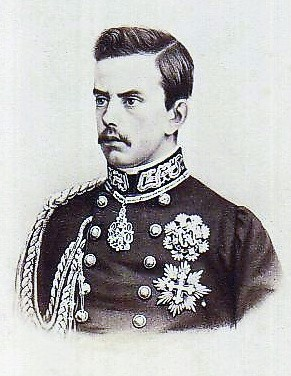
Imatge d'Humbert I com a príncep hereu.

Rebé una educació palatina dirigida per Massimo Taparelli, marquès d'Azeglio i pel doctor Pasquale Stanislao Mancini. El març de 1858 ingressà a l'exèrcit sard, aconseguint el grau de capità i posteriorment fou nomenat membre de l'Orde de la Santíssima Anunciació. Participà en la batalla de Solferino (1859) amb la qual s'inicià la unificació italiana i el (1866) va comandar una divisió a la batalla de Custoza contra els austríacs.

## Regnat

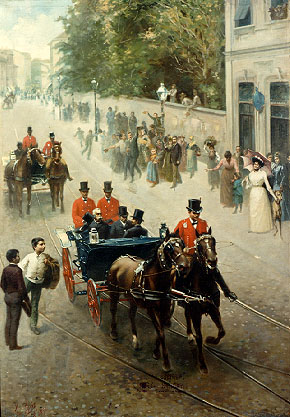
Representació de l'assassinat d'Humbert I.

A la mort del seu pare, ocorreguda el gener de 1878, ascendí al tron italià adoptant el nom d'Humbert I i no pas el d'Humbert IV, que era l'apropiat seguint la nomenclatura de la dinastia familiar dels Savoia. Així mateix decidí enterrar el seu pare al Panteó de Roma en lloc de la Basílica de Superga, lloc on el seu pare havia demanat ser-hi enterrat.
La recent unificació del país provocà nombroses tensions socials i les idees socialistes s'estengueren ràpidament sobretot al sud del país i a les zones industrials del nord. Prengué especial força el moviment anarquista que provocaria tres atemptats, dels quals el tercer costà la vida del monarca. Humbert I rebé el primer atemptat durant un seguit de visites que realitzà al llarg de l'any 1878 per tot el país. Durant la seva estada a la ciutat de Nàpols l'anarquista Giovanni Passanante atemptà contra la seva vida, tot i que el rei sortí il·lès el primer ministre Benedetto Cairoli fou greument ferit sent l'anarquista condemnat a pena de mort, pena que va ser commutada pel mateix rei per la de treballs forçosos al llarg de la vida.
Durant el regnat d'Humbert, s'aprovà la incorporació italiana a la Triple Aliança, juntament amb l'Imperi Austrohongarès i Alemanya. Malgrat que molts italians observaven amb recel la recent unió militar amb l'antic enemic austríac. També va proposar l'expansió colonial a l'Àfrica.
El segon atemptat es produí l'any 1897 a Roma per part d'un treballador del metall anomenat Pietro Acciarito. L'any 1898 s'originaren un seguit de disturbis a la ciutat de Milà que foren durament represaliats per les tropes del general Florenci Bava-Beccaria. Aquest general utilitzà els cànons per frenar les manifestacions i provocà la mort de més de cent manifestants segons les autoritats o fins a 350 segons els manifestats. El rei envià un telegrama de mercès al general i posterior li atorga l'Orde del mèrit militar dels Savoia provocant un gran enuig popular.
Humbert I ratificà la italianitat dels territoris del Laci i de la ciutat de Roma la qual cosa seguí distanciant la monarquia italiana dels Savoia i el papat.
La mort del rei es produí a la ciutat de Monza el 1900 a conseqüència d'un atemptat mortal perpetrat per l'anarquista Gaetano Bresci. Fou enterrat el 9 d'agost al Panteó de Roma